# Ventilago kurzii
Ventilago kurzii är en brakvedsväxtart som beskrevs av Henry Nicholas Ridley. Ventilago kurzii ingår i släktet Ventilago och familjen brakvedsväxter. Inga underarter finns listade i Catalogue of Life.